# Koena Mitra
Koena Mitra (Calcutta, 7 gennaio 1984) è un'attrice indiana.
Ha una laurea in psicologia; prima di diventare attrice è stata ballerina e modella, acquisendo esperienza per i film di Bollywood, da sempre caratterizzati da una forte componente di danza e musica.

## Filmografia
- Road (2002), Comparsa speciale nell'Item Number Khullam Khulla
- Musafir  (2004), Lara
- Ek Khiladi Ek Haseena  (2005), Natasha Kapoor
- Shaadi No. 1  (2005), Comparsa speciale
- Insan  (2005)
- Apna Sapna Money Money  (2006), Julie
- Cash  (2007), Nisha
- Heyy Babyy  (2007), Comparsa speciale nella canzone dei titoli di testa
- Om Shanti Om (2007), Comparsa speciale ai Filmfare Awards